# Tommy Dreamer
Thomas Laughlin, meglio conosciuto come Tommy Dreamer (Yonkers, 14 febbraio 1971), è un wrestler statunitense.
È principalmente conosciuto per la sua carriera nella Extreme Championship Wrestling e nella World Wrestling Entertainment. In WWE ha detenuto una volta l'ECW Championship e quattordici volte l'Hardcore Championship.
Nel 2012 ha fondato la propria federazione, la House of Hardcore.

## Carriera

### Gli inizi
Laughlin fu allenato da Johnny Rodz. Il suo primo "stint" nel business lo ebbe quando lavorò nella International World Class Championship Wrestling con il nome di T. D. Madison. Nel Mentre egli e suo fratello sullo schermo, G. Q., detennero i IWCCW Tag Team Championship per tre volte nel 1991.
Cambiò il suo nome in Tommy Dreamer nel 1992 quando era sotto contratto con la Century Wrestling Alliance, dove detenne il CWA Heavyweight Championship in una occasione.

### Eastern/Extreme Championship Wrestling (1993-2001)
Nel 1993 passò all'Eastern Championship Wrestling prima che quest'ultima cambiasse nome in Extreme Championship Wrestling. Al suo debutto interpretò la gimmick di un personaggio omosessuale. Questa gimmick lo portò ad essere parecchio fischiato dai tifosi, soprattutto quando divenne il primo wrestler della storia a uscire dallo schienamento messo a segno dopo un Superfly Splash di "Superfly" Jimmy Snuka.
Dopo che Michael Fay venne preso a colpi di shinai a Singapore, il proprietario della ECW, Paul Heyman, decise di prendere la palla al balzo e sancì un Singapore Cane match fra Dreamer e The Sandman con il perdente che avrebbe dovuto ricevere 10 colpi dall'avversario con lo stesso oggetto; Dreamer perse l'incontro e subì quanto detto, chiedendo a Sandman di colpirlo ancora causando così una reazione positiva nei suoi confronti da parte dei fan. Avvenne così, man mano, il suo cambio di personaggio che passò dalla gimmick dell'omosessuale a quella di un vero e proprio estremo. In un altro incontro, Dreamer (kayfabe) accecò accidentalmente The Sandman, prima infilandogli una sigaretta accesa negli occhi, e poi colpendolo con il Singapore cane. Poco tempo dopo, Dreamer, iniziò ad aiutare Sandman. Confessò che era stato semplicemente un incidente, dato che non aveva intenzione di far nulla di male. La faida con Sandman finì con quest'ultimo che decise di annunciare il suo ritiro in uno show ECW, solo per attaccare Dreamer e rivelare che non era mai stato realmente accecato.
Dopo la faida con Sandman, Dreamer iniziò un'altra acerrima rivalità con Raven nell'aprile del 1995 ed è ricordata come una delle più memorabili della carriera del lottatore di Yonkers. I due erano ritratti come amici d'infanzia che hanno dovuto affrontare strade differenti per tutta la loro vita. Nelle sue entrate in ECW, Raven era accompagnato da Beulah McGillicutty, la quale dopo la grande battaglia tra Raven (assieme alla sua Raven's Nest) e Dreamer (il quale dopo una lunga serie di sconfitte riuscirà a battere l'acerrimo nemico in un Loser Leaves Town), si unirà a quest'ultimo facendogli da valletta.
Sempre nel 1996, durante il Feud con Raven, Dreamer fu coinvolto in un'altra rivalità con "Prime Time" Brian Lee, il quale faceva da guardia del corpo a Raven. I due hanno avuto diversi scontri che si sono conclusi con Tommy schiantato su un tavolo dopo una Chokeslam. Durante altre risse, i due rivali sono spesso finiti fuori dall'arena dandosele di santa ragione sia in strada che nel bel mezzo del traffico. La rivalità culminò in uno Scaffold Match nell'ottobre 1996 all'evento High Incident, dove Dreamer fece capitolare l'avversario da una passerella posta ad un'altezza di circa venti piedi sopra il ring il quale era colmo di pile di tavoli.
Dopo che Raven passò alla World Championship Wrestling, Dreamer iniziò una rivalità con il commentatore della World Wrestling Federation Jerry "The King" Lawler. Il Feud fu simbolico con Dreamer in rappresentanza della "new school" dell'Extreme Championship Wrestling con uno stile e una concezione di wrestling del tutto originale al contrario di Lawler (con James E. Cornette), che rappresentando la World Wrestling Federation e di conseguenza la più importante associazione di wrestling statunitense, aveva una concezione di wrestling "old school" ovvero stile classico, vecchia maniera.
Nel 1998, Dreamer ebbe un breve feud con i Dudley Boyz (al tempo Buh Buh Ray e D-Von), durante il quale ruppero il collo di Beulah (kayfabe). Nel '99, nella loro ultima notte nella compagnia di Filadelfia, citarono quest'incidente per far sì che Dreamer accettasse una sfida per gli ECW Tag Team Championship che vinse in serata assieme ad un partner del tutto inaspettato: Raven, che all'ultimo istante salì sul ring ed effettuò il pin vincente. Fecero coppia per un po' prima di perdere il titolo contro gli Impact Players, facendo sì che Raven scelse Mike Awesome come nuovo compagno di coppia.
Inoltre, Tommy diventò ECW World Heavyweight Champion a CyberSlam 2000 battendo Tazz, per poi perdere la corona dopo appena 18 minuti e in modo controverso in favore di Justin Credible.
Dreamer rimase in ECW fino all'anno della chiusura nel 2001, dove nell'ultimo PPV ECW Guilty as Charged sconfisse C.W. Anderson in un I Quit Match e, nell'ultimo show, fece coppia con Danny Doring vincendo su Julio Dinero & EZ Money.

### World Wrestling Federation/Entertainment (2001-2010)

#### Varie faide
Con la chiusura della ECW nel 2001, Laughlin seguì il proprietario della federazione Paul Heyman nella World Wrestling Entertainment dove continuò a lottare come Tommy Dreamer. Vinse più volte l'Hardcore Championship e diede vita ad un nuovo feud con Raven, schienandolo di nuovo in una puntata di RAW il 24 giugno 2002.
Laughlin venne convinto ad abbandonare il ring per dedicarsi all'allenamento dei giovani talenti della federazione, diventando inoltre membro del booking team della stessa. Tuttavia gli fu concesso di combattere nel panorama delle federazioni indipendenti.
Nel 2005 la World Wrestling Entertainment, che aveva nel frattempo acquisito i diritti di copyright sul marchio ECW, decise di organizzare un evento in pay-per-view in onore della defunta federazione di Filadelfia. In qualità di icona della ECW Dreamer partecipò ad un tag team match, con the Sandman, contro i Dudley Boyz; l'incontro terminò con la vittoria di questi ultimi, condita da una powerbomb subita da Dreamer su un tavolo infuocato.

#### Rinascita dell'ECW
L'anno successivo, Laughlin ricoprì un ruolo molto importante nell'organizzazione del medesimo pay-per-view; partecipò inoltre, assieme a Terry Funk e a Beulah, ad un match tre contro tre contro Edge, Mick Foley e Lita; i tre ECW uscirono sconfitti dalla contesa.
Il 9 agosto 2006 venne annunciato che Laughlin non avrebbe più ricoperto il ruolo di direttore del programma d'allenamento della WWE; l'atleta si dichiarò felice del provvedimento perché preferiva essere un wrestler a tempo pieno. Al suo posto, la WWE scelse Mike Bucci.
Nei mesi successivi Dreamer prese parte a faide di poco rilievo. Il 3 dicembre durante il pay-per-view December to Dismember venne sconfitto da Daivari e subito dopo fatto oggetto di una Choke Bomb da parte di The Great Khali sulla grata d'acciaio dello stage. Dreamer si prese la rivincita su Daivari nelle settimane successive, continuando però a subire l'azione di Khali nei post-match.
Nelle settimane a venire Vince McMahon chiamò a rapporto, durante uno show settimanale, i membri del roster "estremo" che già erano presenti nella prima ECW, ovvero Rob Van Dam, Sabu, Sandman, lo stesso Dreamer e Balls Mahoney. Si venne così a creare una faida tra il gruppo degli ECW Originals (del quale però non entrò a far parte Mahoney) ed il New Breed composto da Elijah Burke, Marcus Cor Von, Kevin Thorn e Matt Striker. Le due stable vennero a contatto spesso durante le puntate settimanali della ECW e Dreamer e compagni ebbero quasi sempre la peggio. La faida trovò spazio a WrestleMania 23, alla quale Dreamer partecipò per la prima volta in carriera: in un "8 Man Tag Team Match" gli Originals ebbero la meglio sulla stable rivale.
Nella puntata ECW successiva a WrestleMania 23 le due stable vennero per l'ennesima volta a contatto, ma stavolta in un Eight Man Extreme Rulz Match dove la "vecchia guardia" della ECW ebbe la peggio. La faida proseguì per diverse settimane: nella puntata del 17 aprile (registrata a Milano) "l'innovatore della violenza" combatté in coppia con The Sandman affrontando il duo del New Breed formato da Marcus Cor Von e Kevin Thorn: i due "originali" ebbero la meglio grazie ad uno schienamento controverso di Dreamer (Thorn aveva alzato una spalla al conto di due). Dopo il feud contro il New Breed e lo sgretolamento degli Originals Dreamer ricopre un ruolo marginale nella ECW facendo da chioccia ai giovani e ricoprendo perlopiù il ruolo di Jobber.
Negli ultimi tempi aveva sfidato il campione ECW Mark Henry a The Great American Bash 2008 in un match valevole per il titolo ma non è riuscito a sconfiggerlo. Dopo ebbe un feud con Colin Delaney, che era dapprima suo allievo ma che nell'incontro valevole per il titolo contro Mark Henry gli aveva voltato le spalle, Dreamer ebbe la meglio sul giovane Delaney più volte. Tommy Dreamer fu il primo avversario di rilievo in WWE di Jack Swagger; i due infatti hanno avuto un feud che ha visto prevalere quest'ultimo in uno Extreme Rules Match.

#### ECW Champion (2009–2010)
Dreamer decise poi di tentare un ultimo assalto all'ECW Championship, infatti dichiarò che se non fosse riuscito a vincere il titolo ECW entro la fine del suo contratto si sarebbe ritirato. Nel corso dei mesi che lo separavano dalla fine del contratto Tommy Dreamer perse molti match ma riuscì alla fine ad ottenere una title shot al titolo per il PPV Extreme Rules, dove in un Hardcore Rules Match sconfisse il campione Christian e Jack Swagger. Dreamer così realizzò il suo sogno di diventare per la prima ed unica volta in carriera campione ECW e firmò un nuovo contratto con la WWE.
Conserva il titolo anche a The Bash avendo la meglio su Finlay, Mark Henry, Jack Swagger e Christian in uno Scramble Match. Nel PPV successivo, Night of Champions abdica a favore dell'amico Christian che lo batte nella casa della vecchia ECW, Filadelfia. Da lì in poi Dreamer aiuta Christian nel suo feud contro William Regal e forma un'alleanza con Goldust. Dreamer, nell'ultima edizione dell'ECW del 2009, decide che se avesse perso il match contro Zack Ryder avrebbe lasciato tutto. Dreamer perde e lascia la federazione.

### Total Nonstop Action Wrestling (2010-2014)
Dreamer debutta nella TNA nel corso di Slammiversary VIII, facendo un'apparizione tra il pubblico e distraendo Brother Ray, permettendo a Jesse Neal di vincere.
Ad Hardcore Justice 2010 viene sconfitto in un match da Raven, dove l'arbitro speciale era Mick Foley.
A TNA No Surrender 2010 viene sconfitto in un I Quit Match da AJ Styles.In Seguito La ECW Originals ebbe una rivalità con la Fortune Culminata in un Match a Bound For Glory in un Lethal Lockdown Match. Il Match viene vinto dall'ECW Originals grazie proprio a Dreamer. Poco dopo ebbe un litigio con il suo amico Rob Van Dam e quindi ci sarà un match a Turning Point ma il match viene vinto da RVD.
A Victory Road 2011 sconfigge Bully Ray in un Hardcore match.
Nella Puntata di Impact del 2/05/11 effettua un turn heel tradendo AJ Styles, stando dalla parte di Bully Ray.
A Sacrifice 2011 Dreamer riesce a battere AJ Styles grazie soprattutto all'intervento di Bully Ray.
A giugno 2011 dichiara su Twitter la sua separazione dalla TNA dopo l'house show dell'11 giugno a Memphis.
Il lottatore e la TNA non avrebbero trovato un accordo per il rinnovo del contratto, e torna a combattere nel circuito indipendente.
Il 17 gennaio ha partecipato al di matrimonio tra Brooke Hogan e Bully Ray, come testimone di quest'ultimo, ma è stato aggredito da Aces & Eights.
Tommy torna in TNA per fare 2 match contro EC3 e Rhino, ed è stato al fianco di Bully Ray nella sua faida contro i Carter. Partecipa al Pay Per View TNA Bound for Glory 2014 dove, facendo coppia con Abyss, viene sconfitto in un Hardcore Tag Team Match dai membri del Team 3D, i quali inoltre, erano stati introdotti dallo stesso Dreamer nella Hall Of Fame della TNA la sera precedente al Pay Per View. Successivamente, si unisce a Devon Dudley nella sua faida contro i britannici Bram e Magnus.

### House of Hardcore (2012-presente)
Il 6 ottobre 2012, Dreamer ha fondato una propria federazione, la House of Hardcore. Nel main event del primo show, Dreamer perse l'FWE Heavyweight Championship in favore di Carlito in un three-way match, che incluse anche Mike Knox. Il 22 giugno 2013 sconfisse Lance Storm nel main event dello show House of Hardcore 2.

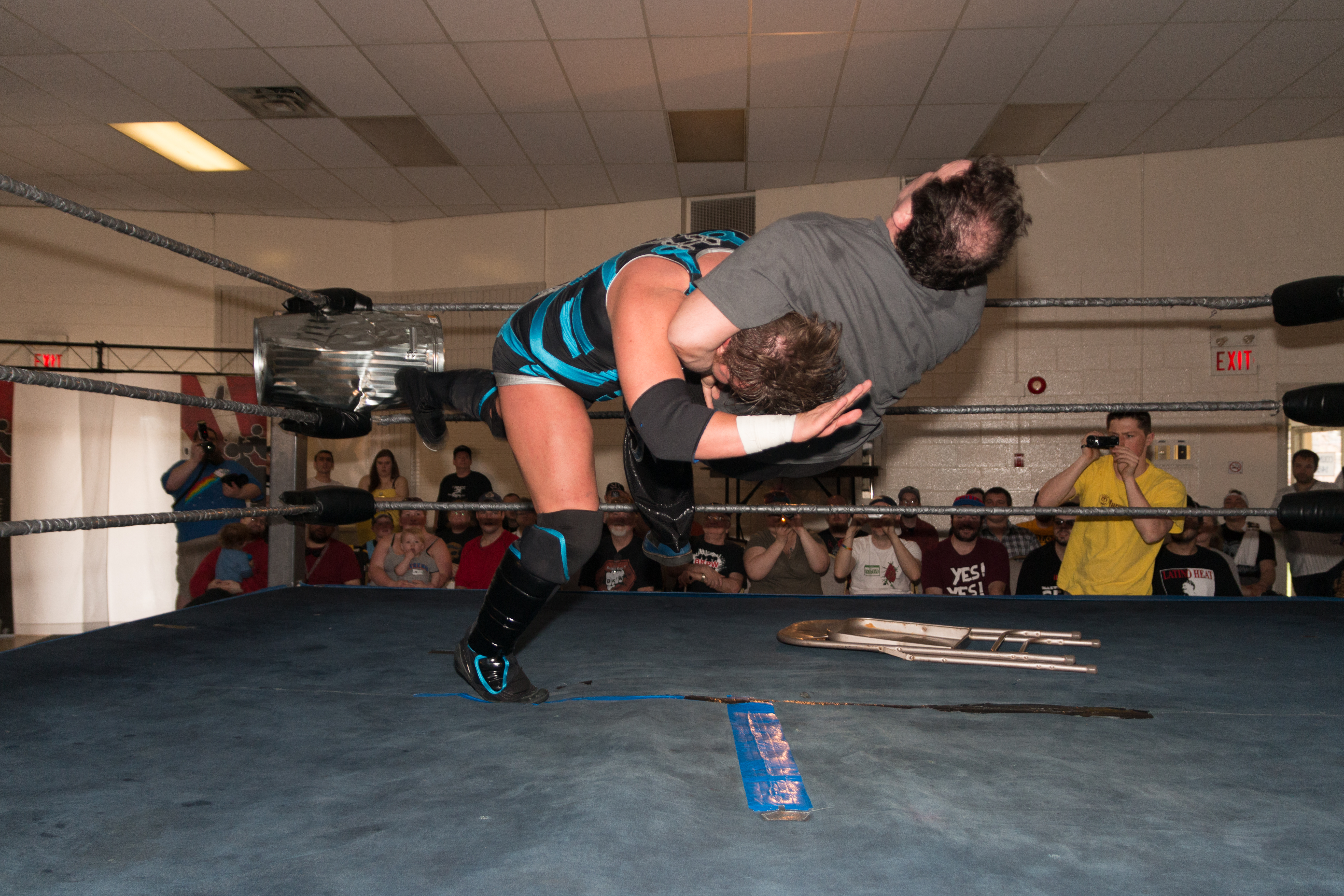
Dreamer esegue un DDT ai danni di Scotty O'Shea

Il 9 novembre 2013, Dreamer partecipò al main event di House of Hardcore 3. Dreamer e Terry Funk sconfissero Sean Waltman e Lance Storm. Il match venne presentato come l'ultima volta nella quale Funk e Dreamer avrebbero lottato insieme come tag team. Dopo il match, Dreamer venne assalito dal Team 3D, Bully Ray (ex Buh Buh Ray Dudley) e Devon (ex D-Von). Ray sfidò Dreamer a un match da disputarsi a TNA One Night Only – Old School.
Il 6 giugno 2014, Dreamer avrebbe dovuto combattere contro il Team 3D insieme ad Abyss. Tuttavia, Bully Ray fu espulso dall'evento, quindi il main event divenne Devon & Dreamer vs Rhino & Abyss. Dreamer e Devon vinsero l'incontro. A House of Hardcore VII lottò con Bobby Roode per il TNA World Heavyweight Championship, ma venne sconfitto. Il 2 dicembre 2017, all'evento House of Hardcore 36, Abyss sconfisse Dreamer. Il 27 gennaio 2018 a House of Hardcore 37, Tommy Dreamer & Billy Gunn sconfissero Joey Mercury & Nick Aldis. Il 23 marzo 2018 Tommy Dreamer sconfisse Joey Mercury in uno street fight match; il giorno dopo, Dreamer sfidò senza successo Nick Aldis per l'NWA World Heavyweight Championship.

### Ritorno in WWE (2012; 2015; 2016)
Tommy torna a sorpresa durante la puntata del 17 dicembre, per combattere un tag team match al fianco di The Miz e Alberto Del Rio, sconfiggendo i 3MB. Poco dopo nel backstage, viene assalito dallo Shield, viene anche soccorso da Ricardo Rodriguez ma anch'egli viene malmenato. Il 16 maggio 2015, ha combattuto a sorpresa un match a NXT, dove ha perso contro Baron Corbin.
Il 30 novembre è tornato nel main roster, aiutando i Dudley Boyz (Bubba Ray Dudley e D-Von Dudley) nella faida contro la Wyatt Family (Bray Wyatt, Braun Strowman e Erick Rowan e Luke Harper); il match a tre tra i Dudleyz e Dreamer contro Strowman, Rowan e Harper si è concluso con la squalifica di questi ultimi. Il 7 dicembre a Raw Dreamer viene pesantemente sconfitto da Braun Strowman. Con i Dudleyz e il rientrante Rhyno ha riformato il Team ECW e ha affrontato nuovamente la Wyatt Family, prima a TLC: Tables, Ladders & Chairs del 13 dicembre in un 8-Man Tag Team Elimination Tables match e poi nella puntata di Raw del giorno dopo, in un Extreme Rules Match, e in entrambe le occasioni il suo team è stato duramente sconfitto. Il 21 dicembre Dreamer e i Dudleyz, affiancati stavolta da Kane, sono stati ancora sconfitti dalla Wyatt Family in un 8-Man Tag Team match. Successivamente Dreamer e i Dudleyz hanno affrontato nuovamente la Family, questa volta affiancati da Ryback, ma anche in quest'occasione sono stati sconfitti. Dreamer continuò ad apparire ad eventi dal vivo della WWE anche nel 2016, diventando nel frattempo ospite fisso della serie The Edge and Christian Show That Totally Reeks of Awesomeness di WWE Network.

### All Elite Wrestling (2019)
Dreamer partecipò alla Casino Battle Royale della All Elite Wrestling nel corso del PPV Double or Nothing del 25 maggio 2019. Fu eliminato da Jimmy Havoc. Al successivo PPV All Out, Dreamer lavorò nel backstage come produttore durante l'evento.

## Vita privata
Il 12 ottobre 2002 sposò la collega Trisa Hayes, nota come Beulah Mcgillicutty, al Lake Isle Country Club a Eastchester, New York. La coppia ha due gemelle, Brianna e Kimberly.

## Personaggio

### Mosse finali
- Dreamer DDT (Snap DDT)
- Dreamer Driver (Death Valley driver)
- Tommyhawk (Reverse Crucifix cutter)

### Manager
- Beulah McGillicutty
- Francine
- Luna Vachon

### Soprannomi
- "The Innovator of Violence"
- "The Heart of Hardcore"
- "The Heart and Soul of ECW"

### Wrestler allenati
- Curly Moe

## Titoli e riconoscimenti
- Border City Wrestling
  - BCW Can-Am Heavyweight Championship (1)
- Century Wrestling Alliance
  - CWA Heavyweight Championship (1)
- Extreme Championship Wrestling
  - ECW World Heavyweight Championship (1)
  - ECW World Tag Team Championship (3) – con Johnny Gunn (1), Masato Tanaka (1) e Raven (1)
- DDT Pro-Wrestling
  - Ironman Heavymetalweight Championship (2)
- Family Wrestling Entertainment
  - FWE Heavyweight Championship (1)
- International World Class Championship Wrestling
  - IWCCW Tag Team Championship (3) – con G.Q. Madison
- International Wrestling Association
  - IWA Hardcore Championship (1)
- KYDA Pro Wrestling
  - KYDA Pro Heavyweight Championship (1)
- Pro Wrestling Illustrated
  - 72º tra i 500 migliori wrestler singoli nella PWI 500 (2011)
  - 184º tra i 500 migliori wrestler singoli nella "PWI Years" (2003)
- World Wrestling Entertainment
  - ECW Championship (1)
  - WWE Hardcore Championship (14)